# Emma Degerstedt
Emma Kristina Degerstedt (* 13. April 1992 in Long Beach, Kalifornien) ist eine US-amerikanische Schauspielerin. 

## Leben
Bereits kurz nach Emmas Geburt zog die Familie nach Schweden. Sechs Jahre später kehrten sie jedoch wieder in die USA zurück. Emmas Familie besteht aus ihrem schwedisch-amerikanischen Vater Mark, ihrer schwedischen Mutter Carina sowie ihrem älteren Bruder Mat. 
Sie wurde bekannt durch ihre Rolle als Maris in der Nickelodeon-Fernsehserie Unfabulous.  Seit ihrem sechsten Lebensjahr nimmt Emma neben klassischem Ballett auch Unterricht in Lyrical Jazz und Jazz.
Zurzeit lebt sie in Huntington Beach, Kalifornien. Dort erhält sie Privatunterricht. Im Oktober 2006 hatte das Musical 13 Premiere. Emma stellt darin die Hauptfigur Kendra dar.
Seit Juni 2007 ist sie erneut auf der Bühne in der Musicalversion von Alice im Wunderland als Alice zu sehen. 

## Filmografie
- 2004–2007: Unfabulous (Fernsehserie, 32 Folgen)
- 2005: Monk (Fernsehserie, eine Folge)
- 2007: Samantha Who? (Fernsehserie, eine Folge)
- 2008: The Big Bang Theory (Fernsehserie, eine Folge)
- 2008: Life (Fernsehserie, eine Folge)
- 2008: Der seltsame Fall des Benjamin Button (The Curious Case of Benjamin Button)
- 2012: Outside the Box (Fernsehserie, eine Folge)